# Глазунов, Освальд Фёдорович
О́свальд Фёдорович Глазуно́в (Глазниекс) (латыш. Osvalds Glāznieks (Glazunovs); 1891—1947) — советский латышский актёр театра и кино. заслуженный деятель искусств РСФСР (1935).

## Биография
Родился 5 мая 1891 года в Митаве. Там же получил начальное образование.
Сценическую деятельность начал в 1911 году в Петербургском благотворительном обществе.
В 1919—1921 года учился в Московской драматической студии по руководством Е. Вахтангова. Одновременно был режиссёром и педагогом в основанном им Латышском театре-студии «Скатувэ» в Москве (1919—1938), чья труппа была практически целиком расстреляна под Москвой в 1938 году.
Работал в Театре имени Евгения Вахтангова (актер и режиссёр) с 1921—1941 годы. С 1924 по 1932 годы занимал пост директора Театра имени Вахтангова.
В октябре 1941 года, когда немцы заняли Истру, оказался на оккупированной территории (там находилась его дача). В честь дня рождения капитана вермахта Глазниекс с группой артистов (В. Блюменталь-Тамарин, Волков, Жадан и др.) устроили концерт, пели, танцевали, Глазниекс читал стихи и прозу.
С отступающими нацистскими войсками уехал в Латвию вместе с женой, сыном, родителями жены, сестрой жены и её дочерью, а также с В. Блюменталь-Тамариным. Мать Глазниекса отказалась присоединиться. Им помог немецкий офицер, для которого был устроен концерт.
Вскоре советским властям стали известны подробности концерта и бегства Глазниекса с немцами. 27 марта 1942 года Военная палата Верховного суда СССР приговорила Блюменталя-Тамарина, Глазниекса, Волкова и Жадана к смертной казни заочно. В случае задержания приговор должен быть приведен в исполнение на месте.
Играл в Рижском драматическом и Елгавском театрах (1942—1943).
В октябре 1944 года, когда Красная армия вошла в Ригу, Освальд Гласниек, его жена, родители его жены и сестра его жены были арестованы, доставлены в Москву и помещены в Бутырскую тюрьму. 10 февраля 1945 года коллегия Верховного суда отменила смертный приговор 1942 года и вернула дело на доследование. 4 августа того же года Освальда Глазниекса приговорили к 10 годам лагерей.
Погиб в результате несчастного случая 16 марта 1947 года. Группа заключённых-артистов поехала на концерт на грузовике в сильный снегопад. При движении через железнодорожный переезд машина внезапно остановилась из-за неисправности двигателя. Буквально через мгновение пассажирский поезд врезался в грузовик на большой скорости. Большинство пассажиров автомобиля, в том числе Глазниекс, погибли.
Несколько другая версия происшествия описана Ниной Веселитской, выжившей во время катастрофы:

В тот вечер 16 марта 1947 года валил такой неправдоподобный снег, какого я ни до, ни после никогда не видела… Рушащаяся с неба снежная масса глушила все звуки, не позволяла стоящим рядом видеть друг друга. <…> На железнодорожном переезде недалеко от лагеря вышел из строя шлагбаум, и студебеккер въехал на рельсы, — но второй шлагбаум был закрыт. Шофёр, оставив машину, пошёл объясняться с дежурной, что-то кричавшей ему. Он требовал открыть шлагбаум, она – чтобы он срочно убрал машину с рельсов: идёт скорый поезд! Пока они препирались, скорый поезд на всём ходу врезался в грузовик.

Посмертно реабилитирован 25 июля 1957 года Военным трибуналом Московского ВО.

## Награды
- заслуженный деятель искусств РСФСР (1935)
- орден «Знак Почёта» (01.02.1939)

## Творчество

### Избранные театральные работы
- Чудо Святого Антония (М. Метерлинк) — Ашиль
- Принцесса Турандот (К. Гоцци) — Бригелла
- Зойкина квартира (М. Булгаков) — Гусь
- Аристократы (Н. Погодин) — начальник
- Гамлет (У. Шекспир) — 2-й могильщик

### Фильмография
| Год  |   | Название                     | Роль                                   |
| ---- | - | ---------------------------- | -------------------------------------- |
| 1934 | ф | Четыре визита Самюэля Вульфа | ректор                                 |
| 1937 | ф | Большие крылья               | Илья Прибытков, секретарь парткомитета |
| 1938 | ф | Честь                        | Василий Макарович Орлов, машинист      |
| 1939 | ф | Поднятая целина              | представитель крайкома                 |
| 1939 | ф | Степан Разин                 | Корней Яковлев, атаман                 |
| 1939 | ф | Щорс                         | немецкий солдат                        |
| 1940 | ф | Закон жизни                  | Матвей Георгиевич Бабанов, отец Наташи |